# Porcupine-Gorge-Nationalpark
Der Porcupine-Gorge-Nationalpark (englisch Porcupine Gorge National Park) ist ein 54 Quadratkilometer großer Nationalpark in Queensland, Australien.

## Lage
Er befindet sich in der Region North Queensland und liegt etwa 60 Kilometer nördlich von Hughenden und 385 Kilometer westlich von Townsville. Von Süden auf der Kennedy Developmental Road kommend, zweigt zunächst eine zwei Kilometer lange Stichstraße zum Porcupine Gorge Aussichtspunkt ab. Elf Kilometer nördlich gelangt man über die Emu Plains Road zum Pyramid Campingplatz.
In der Nachbarschaft liegen die Nationalparks Blackbraes, White Mountains, Moorrinya und Great Basalt Wall.

## Geländeformen
Der 25 Kilometer lange und nur wenige Kilometer breite Park folgt dem Flusslauf des Porcupine Creek und schließt auf beiden Seiten offenes Wald- und Grasland ein. Der Fluss hat sich hier eine eindrucksvolle, durchschnittlich 120 Meter tiefe Schlucht durch hunderte Millionen Jahre altes Sedimentgestein gegraben. In den breiten Teilen des Canyons entstand im Laufe der Zeit durch Erosion eine Pyramide, ein alleinstehender Monolith aus vielfarbigen Sandsteinschichten. Möglich wurde diese Formation erst dadurch, dass sich vor fünf Millionen Jahren durch einen Lavastrom über dem Sandstein eine dünne, aber harte Basaltdeckschicht gebildet hatte, die das darunterliegende weiche Gestein schützt. An Stellen wo diese Deckschicht abgetragen worden war, konnte sich der Porcupine Creek tief in den Sandstein eingraben. Die tieferen Sedimentschichten aus dem Perm, welche im Canyon angeschnitten sind, gehören zum Galilee-Becken und enthalten die Steinkohlenflöze der Betts Creek Beds. Die Flöze werden außerhalb des Parks auf ihre Bauwürdigkeit erkundet.

## Flora und Fauna
Während der Regenzeit ist der Porcupine Creek ein reißender Bach, in der Trockenzeit ein dünnes Rinnsal mit zahlreichen Wasserlöchern das eine Vielzahl von Tieren anlockt, darunter auch vom Aussterben bedrohte wie Zwergbeutelmarder und Buchstabentaube. Insgesamt beherbergt der Park 80 Vogelarten, 30 Reptilienarten und 30 Säugetierarten. Zu den größeren Arten zählen Bergkängurus, Rote Riesenkängurus und Rote Rattenkängurus. Eine Dingo-Population wird bewusst erhalten, um Katzen kurz zu halten und die Kängurubestände zu regulieren.
Die Flora ist geprägt von Eukalypten, Akazien, Myrtenheiden und Kasuarinen, daneben existieren auch seltenere Arten wie die Pink Gidgees (Acacia crombiei).